# Нгози Оконджо-Иуеала
Нгози Оконджо-Иуеала (на игбо: Ngozi Okonjo-Iweala) е нигерийска икономистка и политик от Народната демократическа партия.
Родена е на 13 юни 1954 година в Огуаши Уку в семейството на местния владетел от народа игбо. През 1976 година получава бакалавърска степен по икономика от Харвардския университет, а през 1981 година защитава докторат в Масачузетския технологичен институт, след което работи като икономист в Световната банка. Връща се в Нигерия като министър на финансите (2003 – 2006) и на външните работи (2006), след това е управляващ директор на Световната банка (2007 – 2011) и отново финансов министър на Нигерия (2011 – 2015). От 2021 година е генерален директор на Световната търговска организация.